# Castello di Mancapane (Montagna in Valtellina)
Il castello di Mancapane si trova nel comune di Montagna in Valtellina in provincia di Sondrio a un'altitudine di circa 900 m s.l.m.

## Storia e descrizione
Il castello, che parrebbe risalire al periodo tra la fine del secolo XIII e l'inizio del secolo XIV, costituisce un raro esempio di piccolo castello-recinto nelle Alpi Retiche, essendo costituito da due sole essenziali tipologie: recinto e torre.
Una tradizione popolare vorrebbe che il nome del complesso derivi dalla mancanza di pane subìta dai castellani durante un assedio dei comaschi. Nel corso dell'attacco, fu distrutta la galleria di collegamento con il vicino castello Grumello. Più attendibile è che Mancapane derivi dal nome greco Catapani, nome originario e contratto di De' Capitanei, la potente dinastia guelfa insediata nel 1372 nel castello Grumello, in colleganza con quello di Mancapane.